# Regele Ciumă
„Regele Ciumă” (în engleză King Pest. A Tale Containing an Allegory) este o povestire gotică a scriitorului american Edgar Allan Poe, care a fost publicată pentru prima dată în ediția din septembrie 1835 a revistei Southern Literary Messenger. Ea tratează într-un mod burlesc tema amenințării morții și a libertății umane, fiind una dintre cele mai înspăimântătoare povestiri ale lui Poe, dar având în același timp un dram de umor.

## Rezumat
Acțiunea povestirii are loc în Anglia, în apropiere de malurile Tamisei, într-o noapte de octombrie din timpul domniei regelui Eduard al III-lea (1327-1377). Doi marinari de pe corabia „Free and Easy” (în traducere „Slobod și sprinten”), o goeletă comercială, beau de sting în taverna insalubră „La veselul lup de mare” din Londra. Primul dintre ei, poreclit Prăjină, este înalt și slab și are un aer serios, în timp ce colegul său Hugh Prelată este mic și îndesat și pare batjocoritor. Beți turtă și fără nici un ban, ei decid să plece fără să plătească, fiind fugăriți de barmanița furioasă. Fără să-și dea seama, ajung în cartierele interzise ale orașului - condamnate prin ordin regal din pricina faptului că acolo era un focar de ciumă - și se ascund într-o prăvălie de pompe funebre.
În interiorul prăvăliei ei observă o adunare destul de stranie: șase personaje ciudate cu înfățișări grotești iau parte la o reuniune de familie organizată în jurul unei mese pline de numeroase și diferite sortimente de alcool. Cei doi tovarăși sunt invitați să se alăture gazdelor cu pretenții de noblețe (care se recomandă a fi Regele Ciumă I, Regina Ciumă, Arhiducele Câr-Ciumă, Ducele Ciuma-Hai, Ducele Cium-At și Arhiducesa Ciumă-Faie) în ceea ce este considerată a fi „sala tronului”. Personajele grotești au trăsături ale morții, părând a fi, de fapt, cadavre hidoase care se mișcă și vorbesc.
Cu toate acestea, bețivii dovedesc repede și de mai multe ori o vulgaritate și o lipsă de respect care le deranjează profund pe gazde. În plus, Hugh Prelată jignește Moartea (considerată de rege ca fiind suveranul nepământean care stăpânește domenii nesfârșite și domnește peste toți oamenii), comparând-o cu Davy Jones. Pedepsit de Regele Ciumă I, obraznicul marinar este aruncat într-un butoi cu alcool, dar este salvat de la înec de rapiditatea precisă a lui Prăjină care creează dezordine și reușește să fugă din casă în compania prietenului său, răpindu-le pe cele două femei (Regina Ciumă și Arhiducesa Ciumă-Faie).

## Istoricul publicării
Regele Ciumă a fost publicată în numărul din septembrie 1835 al revistei Southern Literary Messenger și apoi în volumul Tales of the Grotesque and Arabesque (1840).
Prima traducere în limba română a fost realizată de Mihu Dragomir și Constantin Vonghizas și publicată sub titlul „Regele Ciumă” în vol. Scrieri alese, editat în 1969 de Editura pentru Literatură Universală din București, pp. 92-101; ea a fost reeditată ulterior și de alte edituri. Povestirea a fost tradusă apoi de Liviu Cotrău și publicată sub titlul „Regele Pestă. O povestire conținând o alegorie” în volumul Masca Morții Roșii: schițe, nuvele, povestiri (1831-1842), editat în 2012 de Editura Polirom din Iași.

## Teme principale
Povestirea începe cu un citat din Tragedia lui Ferrex și Porrex de Thomas Sackville, Baron Buckhurst: „Zeii rabdă și îngăduie regilor ceea ce detestă în viața gloatei”.
Potrivit lui Charles Baudelaire, trei teme majore sunt tratate în această povestire. În primul rând este vorba de ceea ce ar putea fi denumită „personificare multiplă”; a doua temă abordată se referă la moarte, așa cum se explică într-un articol academic publicat de University of Virginia. O ultimă temă tratată cu o atenție deosebită este cea a consumului excesiv de alcool, asociat de cele mai multe ori în literatura de specialitate cu o otravă care distruge atât trupul, cât și voința.

## Adaptări
Povestirea Regele Ciumă a fost adaptată de Lübbe Audio în episodul 23 al seriei de teatru radiofonic Edgar Allan Poe și lansată pe DVD în anul 2007.